# Klockljungssläktet
Klockljungssläktet (Erica) är ett växtsläkte i familjen ljungväxter med cirka 670 arter. Majoriteten av arterna, cirka 600, förekommer i Sydafrika. De övriga återfinns i andra delar av Afrika, Medelhavsområdet och Europa. I Sverige förekommer endast arten klockljung (E. tetralix) naturligt.  Några arter odlas dock som trädgårdsväxter eller utplanteringsväxter.